# 圣母无玷始胎圣殿 (萨尔瓦多)
圣母无玷始胎圣殿 (葡萄牙語：Basílica Nossa Senhora da Conceição da Praia)是一座罗马天主教宗座圣殿，位于巴西巴伊亚州萨尔瓦多海湾西北。该堂建于1623年，是天主教萨尔瓦多总教区最古老的堂区之一。目前的教堂重建于1739年，为葡萄牙巴洛克风格，由Manuel Cardoso Saldanha和Eugénio da Mota设计，1946年10月7日，圣母无玷始胎堂升格为宗座圣殿。

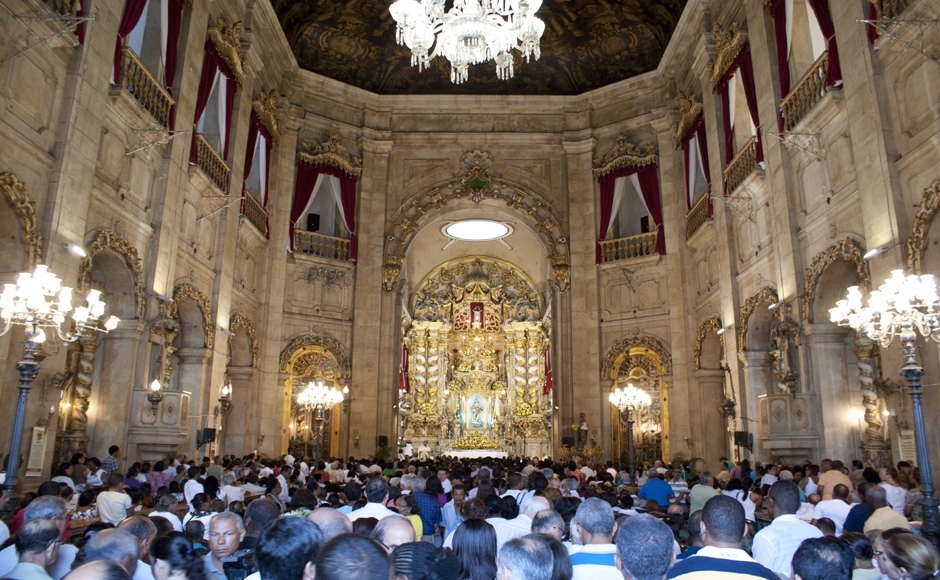

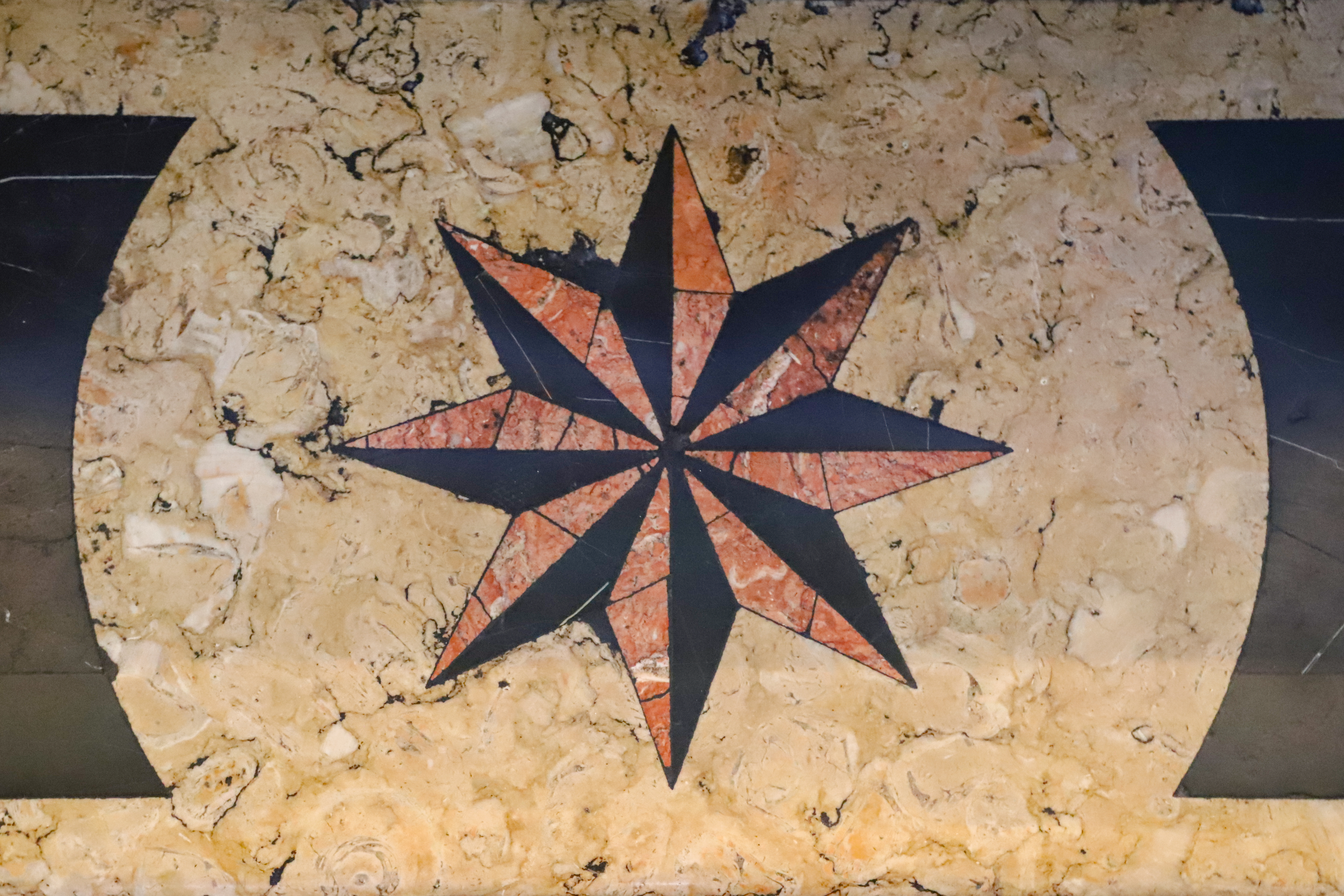

该堂内有8个小堂，走道两侧各有3个，还有2个在正祭台两侧。正祭台右侧为圣灵小堂 (Capela do Santo Cristo)。
走道左侧：
- 圣若瑟小堂（Capela de São José）
- 圣母七苦小堂（Capela de Nossa Senhora das Dôres）
- 圣若翰洗者小堂（Capela de São João Batista）

走道右侧：
- 玫瑰圣母小堂（Capela Nossa Senhora do Rosário）
- 圣安多尼小堂（Capela de Santo Antônio）
- 圣本笃小堂（Capela de Sao Benedito）[6]